# Big Choice
Big Choice é o segundo álbum de estúdio da banda Face to Face, lançado em 1995.
| Críticas profissionais                                                      | Críticas profissionais |
| Avaliações da crítica                                                       | Avaliações da crítica  |
| Fonte                                                                       | Avaliação              |
| --------------------------------------------------------------------------- | ---------------------- |
| allmusic                                                                    | [ 2 ]                  |
| Esta tabela precisa de ser acompanhada por texto em prosa. Consulte o guia. |                        |

## Faixas
Todas as faixas por Trever Keith e Matt Riddle, exceto onde anotado.
1. "Struggle" — 3:07
2. "I Know You Well" — 2:42
3. "Sensible" — 2:58
4. "A-OK" — 2:57
5. "You Lied" — 3:27
6. "Promises" — 3:15
7. "Big Choice" — 3:24
8. "It's Not Over" — 2:26
9. "Velocity" — 3:17
10. "Debt" — 2:19
11. "Late" — 3:37
12. (blank) — 1:16
13. "Disconnected" — 3:20
14. "Bikeage" (Bill Stevenson) (cover de Descendents) — 2:09

## Desempenho nas paradas musicais
| Parada musical (1995)            | Posição |
| -------------------------------- | ------- |
| Estados Unidos - Top Heatseekers | 23      |

## Créditos
- Trever Keith — Guitarra, vocal
- Chad Yaro — Guitarra, vocal de apoio
- Matt Riddle — Baixo, vocal de apoio
- Rob Kurth — Bateria, vocal de apoio